# Tibasosa
Tibasosa là một thị xã và đô thị ở Colombian Departamento of Boyacá, thuộc tỉnh Sugamuxi một phân vùng của Boyaca.